# Papaipema duovata
Papaipema duovata är en fjärilsart som beskrevs av Bird 1902. Papaipema duovata ingår i släktet Papaipema och familjen nattflyn. Inga underarter finns listade i Catalogue of Life.